# Ен ден динус
„Ен ден динус” је југословенска телевизијска серија снимљена 1961. године у продукцији Телевизије Београд.

## Улоге
| Глумац             | Улога |
| ------------------ | ----- |
| Станислава Пешић   |       |
| Милутин Мића Татић |       |

Комплетна ТВ екипа ▼
| Редитељ     | Вера Белогрлић    |
| Сценариста  | Душица Манојловић |
| Композитор  | Срђан Барић       |
| Сценограф   | Никола Теодоровић |
| Костимограф | Гордана Поповић   |